# Statens scenskola
Statens scenskola var det tidigare namnet på teaterhögskolorna i Göteborg, Malmö och Stockholm. Namnbytet ägde rum 1986.